# Juan Alberto Fernández Argüelles
Juan Alberto Fernández Argüelles (Oviedo, 26 de marzo de 1969) es un exfutbolista español que se desempeñaba como centrocampista.

## Trayectoria deportiva
En la temporada 1989/90, militando en el Vetusta, filial oviedista de la Segunda B, debuta en Primera División en el primer partido de la liga de esa temporada entrando en sustitución de Berto en el minuto 75 contra la Real Sociedad en el Carlos Tartiere el día 1 de octubre de 1989 siendo Javier Irureta el técnico que le hace debutar en la máxima categoría del fútbol español. Tras éste, juega otros tres partidos esa temporada pero siempre entrando en los últimos minutos para sustituir a algún compañero. Tras pasar las dos siguientes temporadas sin disputar ni un solo minuto en liga, en la temporada 1992/93 ficha por el CD Lugo de la Segunda División con quien juega sólo 9 partidos. Tras estos resultados, en la temporada siguiente regresa a Asturias de la mano del UP Langreo de la Segunda B con quien permanece cuatro temporadas disputando 132 partidos y consiguiendo 8 goles. En la temporada 1997/98 ficha por el Pontevedra CF, también de la Segunda B, club en el que se retira tras pasar tres temporadas y disputar 74 partidos y lograr 4 goles.

## Clubes
| Club          | País   | Año       | Categoría          |
| ------------- | ------ | --------- | ------------------ |
| Real Oviedo   | España | 1989-1992 | Primera División   |
| CD Lugo       | España | 1992-1993 | Segunda División   |
| UP Langreo    | España | 1993-1997 | Segunda División B |
| Pontevedra CF | España | 1997-2000 | Segunda División B |